# Zigzag (film, 1970)
Pour les articles homonymes, voir Zigzag (homonymie).
Pour plus de détails, voir Fiche technique et Distribution.
Zigzag est un film américain de Richard Colla sorti en 1970.

## Fiche technique
- Titre : Zigzag
- Réalisation : Richard Colla
- Scénario : John T. Kelley d'après un sujet de Robert Enders
- Photographie : James Crabe
- Montage : Ferris Webster
- Musique : Oliver Nelson
- Pays :  États-Unis
- Durée : 105 minutes
- Date de sortie :
  - Allemagne 11 septembre 1970[1]

## Distribution
- George Kennedy : Paul R. Cameron
- Anne Jackson : Jean Cameron
- Eli Wallach : Mario Gambretti
- Steve Ihnat : Avocat général adjoint Herb Gates
- William Marshall : Morris Bronson
- Charlene Holt : Sara Raymond
- Joe Maross : Lieutenant Max Hines